# Стихосложение
Стихосложе́ние, или версифика́ция (лат. versus «стих» + facio «делаю») — искусство выражать свои мысли в стихотворной форме; система организации поэтического вещания, в основе которой находится закономерное повторение определённых языковых элементов, складывающихся на основе культурно-исторической традиции определённого языка.
Система стихосложения — это совокупность норм и принципов версификационного мастерства, строится на основании определённого ритмического критерия.

## Системы стихосложения
Согласно просодическим свойствам языков оно подразделяется на две группы — квантитативное (в российском варианте литературоведения — метрическое), характеризующееся нормативным чередованием долгих и кратких слогов, обусловленным количеством времени, необходимого для произношения слога, и приложенными к нему большими ритмическими единицами (античное стихосложение, аруз), и квалитативное, направленное на учёт не размера слогов, а их акцентной выразительности.
Вторая классификация, вытеснившая в практике вышеописанное, делит стихосложение на следующие подгруппы: силлабическое, где за первоначальную ритмическую организацию отвечает слог как таковой, свойственно языкам с постоянным ударением (французский, польский и другие); тоническое, опирающееся на повтор слов и словосочетаний с ударением как основой ритма; силлабо-тоническое, основанное на чередовании ударных и безударных слогов, которая сочетает в себе силлабические и тонические тенденции.
Свободный стих, который трактуется как разновидность тонического стиха, имеет произвольную организацию. В стихах прозой прослеживается чередование длинных и коротких отрезков ритмизованного текста. Система стихосложения определяет соответствующий размер и в квантитативной, и в квалитативной группах, пользуется соответствующими знаками: — длинный состав, ∪ короткий состав, а также безударный, — отмечен состав, // цезура, V лейма.